# Amiens-i béke
Az amiens-i béke (1802. március 25.) Nagy-Britannia, Franciaország, Spanyolország és a Egyesült Tartományok által a franciaországi Amiens-ben Napoleon Bonaparte és III. György által aláírt szerződés, amely 14 hónapra békét teremtett Európában a napóleoni háborúk idején. 
A béke nem rendelkezett több olyan kérdésről, ami a francia-angol ellentétek okozója volt. A tengerentúli katonai kudarcok ellenére Franciaország és szövetségesei visszakapták gyarmataik többségét, de Anglia is megtartotta Trinidadot, amelyet a spanyoloktól és Ceylont, melyet a hollandoktól vett el. Franciaország elismerte a Jón-szigeteken létrehozott Hét sziget Köztársaságot, beleegyezett, hogy kivonja csapatait Nápolyból, Rómából és a többi pápai birtokról. Az angoloknak vissza kellett adniuk a franciák által elhagyott Egyiptomot az Oszmán Birodalomnak, Máltát pedig a Johannita Lovagrendnek három hónapon belül. Az Oszmán Birodalom és Portugália jogait és területeit tiszteletben kellett tartani, igaz viszont, hogy Franciaország megtarthatta Portugál-Guineát. 
A napóleoni háborúk során ez volt az egyetlen béke az angolok és franciák között. A megállapodásokat egyik fél sem tartotta be, ami egy évvel később újabb háborúhoz vezetett.